# 若い!先生
『若い!先生』（わかいせんせい）は、1974年5月13日から11月4日まで、毎週月曜日の19:30 - 20:00（JST）に、TBS系列の『ブラザー劇場』枠で放送されたテレビドラマである。全25回。

## 番組内容
東京都内の高校に赴任してきた新人教師の海堂健太（篠田三郎）を中心に、その恋人（水沢アキ）、健太の姉夫婦（小林千登勢、小坂一也）、先輩の先生たち（名古屋章、岡本信人ほか）の助言を得ながら、生徒たち（坂口良子ほか）との交流により先生として成長していく姿を描く学園ドラマ。
- 本作はこれまでに全25話分のビデオソフトやDVD・ブルーレイなどのソフト化はされていない。

## キャスト
- 海堂健太（光ヶ丘高校2年C組担任）：篠田三郎（全話）
- 港 律子（健太の姉）：小林千登勢（第1話～第14話・第16話～第20話・第24話・第25話）
- 港 良夫（律子の夫で、健太の義兄）：小坂一也（第1話～第4話・第6話～第9話・第15話～第19話・第21話・第22話・第25話）
- 港 治子（律子の娘）：竹中ゆりか（第1話～第12・第15話～第19話・第21話・第22話・第25話）
- 港 勉（律子の息子）：前期 伊藤圭亮（第1～第12・第15・第17話）、後期 益子隆充（第16・第18・第19・第21～第23・第25話）
- 海堂秋乃（律子・健太姉弟の母）：大塚道子（第13話・第14話）
- 香月竜造（香月医院の院長で、光ヶ丘高校の校医）：中条静夫（第3話・第4話・第8話）
- 香月啓子（竜造の娘）：水沢アキ（全話）
- 中野絵美（2年C組生徒）：坂口良子（第1話～第17話・第20話～第22話）
- 松本志郎（2年C組生徒）：川代家継（第2話・第5話・第7話・第9話・第12話・第17話・第25話）
- 山本（光ヶ丘高校生徒）：松坂雅治（第1・2・5・6・15・17・18話）
- 田丸源次郎（光ヶ丘高校教師 柔道部顧問）：名古屋章（第1話～第12話・第14話～第25話）
- 越智先生（光ヶ丘高校教師）：岡本信人（第1話～第12話・第14話～第25話）
- 仲沢先生（光ヶ丘高校教師）：鹿島信哉（第2話・第3話・第5話・第7話～第9話・第17話・第23話・第25話）
- 米原先生（光ヶ丘高校教師）：山根久幸（第2話・第3話・第5話・第7話～第9話・第16話～第18話・第20話・第23話・第25話）
- 高橋先生（光ヶ丘高校教師）：林寛一（第2話・第3話・第5話・第7話～第9話・第16話～第18話・第20話・第23話・第25話）
- 校長：中村俊一（第3話・第6話・第9話・第18話）
- 笹塚教頭：池田生二（第9話）

## サブタイトル
| 話数   | 放送日         | サブタイトル                 | ゲスト、（ ）内は役名 |
| ------ | -------------- | ---------------------------- | --- |
| 第1話  | 1974年 5月13日 | 「日曜日の花嫁」             | 降旗文子（城所美代）、村山憲三（宮崎）、江原一哉（雄一）、フィンガー5（雄一のいとこ）                                                                                  |
| 第2話  | 5月20日        | 「17歳の花ことば」           | 劇団ひまわり、桜田淳子（楠本夕子）、福崎和宏（杉浦則夫）、沢田勝美（速見俊介）                                                                                         |
| 第3話  | 5月27日        | 「さわやかな金曜日」         | 赤塚真人（堀 大馬）、小林文彦（山本）、小林めぐみ（ミチ子）、 加藤茂雄（山口）、片山智博（中西）、茂木繁（大山）、三野輪香代子（美代子）、築地博（池田）               |
| 第4話  | 6月3日         | 「ふたりだけの道どこまでも」 | 山田禅二（水木達人）、津野哲郎（宮田監督）、荻原忠勝（記者）、 劇団ひまわり、日吉としやす（水木 勝）、竹下景子（加藤陽子）                                             |
| 第5話  | 6月10日        | 「おれの胸へ飛んで来い」     | |
| 第6話  | 6月17日        | 「ほんとうの愛をありがとう」 | 戸島一実（小川淳子）、三浦誠（矢ヶ部）、[技斗]車邦秀 |
| 第7話  | 6月24日        | 「夢のフィアンセ」           | 劇団ひまわり、関根世津子（大丘ミカ） |
| 第8話  | 7月1日         | 「スバラしい男になれ」       | 宝井宏治（本郷精一）、石井宏明（本郷の父） |
| 第9話  | 7月8日         | 「君が作る明日」             | 鹿沼エリ（田紀カオル） |
| 第10話 | 7月15日        | 「青空に胸をはって」         | 野瀬則子（君子）、三戸悦子（おケイ）、松倉弘子（不良女学生）、 荻原紀（不良学生）、永野明彦（不良学生）、佐藤満寿美（不良女学生）、 劇団ひまわり、海野まさみ（桂アキ） |
| 第11話 | 7月29日        | 「愛がはじまるとき」         | 北川陽一郎（巡査）、劇団ひまわり、若駒、[殺陣師]車邦秀、 鈴木恒（沖津正一）、原田あけみ（京子）、風吹ジュン（葉山ミキ）                                                |
| 第12話 | 8月5日         | 「見て下さいお母さん!」      | 鈴木光枝（百瀬ヨネ）、坂本眸（中村和子）、尾美利徳（中村ゲン）、 茂木禎（サンドイッチマン）、劇団ひまわり、せんだみつお（百瀬 満）                                     |
| 第13話 | 8月12日        | 「ただいま! 北海道」         | 大和田獏（池田友行）、津村秀祐（池田信也）、村山憲三（チンピラ）、木村元保（飛行機の客）                                                                               |
| 第14話 | 8月19日        | 「ふるさとへの伝言」         | 福山象三（東河銀造）、安東結子（石黒チカ子）、松下昌司（前山組長）、 小坂生男（やくざA）、星野富士雄（やくざB）、西山健司（やくざC）、真山譲次（石黒 亮）              |
| 第15話 | 8月26日        | 「信じ合う心とは･････････」  | 吉川隆明（先輩）、佐藤典子（生徒B）、小坂生男（痴漢）、 [技斗] 車邦秀、劇団ひまわり、永井秀和（吉行 功）、河西真由美（美山さゆり）                                     |
| 第16話 | 9月2日         | 「小さな愛が咲いた」         | 菅原慎予（主婦）、松風はる美（安岡妙子）、石山克巳（主人）、 頭師佳孝（安岡 卓）、斉藤こず恵（安岡かおり）                                                             |
| 第17話 | 9月9日         | 「いま! 青い鳥ははばたく」   | 劇団ひまわり、増田順司（中野正郎）、滝良子（涼子） |
| 第18話 | 9月16日        | 「ぼくたちの結婚!」          | 山本純一（水野 猛）、朝比奈順子（津田順子）、佐竹明夫（津田） |
| 第19話 | 9月23日        | 「二人だけの秘密」           | 渡辺千世（荘司の母）、川野耕司（荘司の父）、古谷徹（荘司 隆）、大森不二香（山野直子）                                                                                  |
| 第20話 | 9月30日        | 「手紙が運んだ恋」           | 笹原光子（清川加奈子）、頭師孝雄（押売り）、劇団ひまわり、エバ・マリア・バスケス（大西みどり）                                                                         |
| 第21話 | 10月7日        | 「両手に一杯夢を･･･････」    | 劇団ひまわり |
| 第22話 | 10月14日       | 「忘れていた朝」             | 武岡淳一（白石 良）、小倉雄三（岡田先生） |
| 第23話 | 10月21日       | 「ふりむくな昨日を!」        | 真夏竜（本田 太）、佐藤明美（婦人）、菊地正孝（組員）、 相沢利郎（組員）、若駒グループ、藤岡重慶（本田）、三角八郎（久門）                                             |
| 第24話 | 10月28日       | 「若者よ．恋をしよう!」      | 千葉裕（神保）、劇団ひまわり |
| 第25話 | 11月4日        | 「新しい明日へ!」            | 佐久間亮（岩知）、今井和雄（警官）、石川隆昭（警官）、田川恒夫（刑事）、 鳥井忍（刑事）、門脇三郎（店主）、劇団ひまわり、若駒グループ                                  |

## スタッフ
- 制作：TBS、国際放映
- 脚本：長坂秀佳、市川森一、上原正三、上条逸雄、田口成光、阿井文瓶、畑嶺明
- 監督：桜井秀雄、枝川弘、奥中惇夫、湯浅憲明、榎本富士夫
- 擬斗：車邦秀
- プロデューサー：古屋克征(国際放映)、橋本洋二(TBS)
- 音楽：渡辺岳夫
- 主題歌：「若い!先生」　作詞：阿久悠、作曲：筒美京平、歌：チェリッシュ（ビクターレコード）
  - 主題歌が始まる前に海堂の自己紹介があり、生徒たちに「よろしく!」と挨拶した直後に主題歌が始まる。

| TBS系 月曜19時台後半（ブラザー劇場） | TBS系 月曜19時台後半（ブラザー劇場） | TBS系 月曜19時台後半（ブラザー劇場） |
| 前番組                               | 番組名                               | 次番組                               |
| ------------------------------------ | ------------------------------------ | ------------------------------------ |
| 刑事くん（第2部）                    | 若い!先生                            | 刑事くん（第3部）                    |